# 三國太尉、大司馬列表
洪飴孫《三國職官表》：「魏太尉公一人，第一品。魚豢曰：太尉掌武事，古者兵獄官皆以尉為稱，尉，罻也，言兵獄羅罻也，以兵獄羅罻姦非(《初学记》)。延康元年初置，與司徒﹑司空為三公。前後居是官者十一人……蜀同。章武三年追謚昭烈皇后，丞相亮上言，請太尉吿宗廟。不詳何人，蓋置而不常設。可考者一人。……吴同。與司徒﹑司空為三公。韋昭辨釋名曰：『公，貢也。才德兼於人，人咸薦貢於王而用之也。辨云：公，猶取正直無私而用之也，故曰公，字從八厶』。建衡三年置。前後居是官者四人。」又言：「大司馬上公一人，第一品，掌武事。司，主也；馬，武也。黃初二年始置。位在三司上。前後居是官者三人。……蜀同。延熙二年初置，居是官者一人。……吴同。韋昭辨釋名曰：大司馬者，武也，大總武事。訓馬為武者，取其速行。黃武七年初置，赤烏九年分置左右，建興中復舊。居是官者九人。」今據《三國志》諸《帝紀》、《主傳》；萬斯同《歷代史表》中《魏國將相大臣年表》、《魏將相大臣年表》、《吳將相大臣年表》作此表，在位年數不足一年者，按一年計算。

## 太尉

### 魏
《三國志·魏書·文帝紀》載：「（延康元年二月）壬戌，以大中大夫賈詡為太尉，御史大夫華歆為相國，大理王朗為御史大夫。」
| 序次                         | 爵位       | 姓名   | 在位年數 | 在位時間     | 皇帝 魏王             |
| 東漢魏國太尉（213年－220年） |            |        |          |              |                       |
| 1                            | 魏壽肅侯   | 賈詡   | 1年      | 220年        | 漢獻帝 曹丕           |
| 曹魏太尉（220年－265年）     |            |        |          |              |                       |
| 1                            | 魏壽肅侯   | 賈詡   | 3年      | 220年－223年 | 魏文帝                |
| 2                            | 定陵成侯   | 鍾繇   | 3年      | 223年－226年 | 魏文帝 魏明帝         |
| 3                            | 博平敬侯   | 華歆   | 5年      | 226年－231年 | 魏明帝                |
| 4                            | 舞阳宣文侯 | 司馬懿 | 3年      | 235年－239年 | 魏明帝 齊王曹芳       |
| 5                            | 昌邑景侯   | 滿寵   | 3年      | 239年－242年 | 齊王曹芳              |
| 6                            | 都鄉景侯   | 蔣濟   | 7年      | 242年－249年 | 齊王曹芳              |
| 7                            | 南鄉侯     | 王淩   | 2年      | 249年－251年 | 齊王曹芳              |
| 8                            | 長社侯     | 司馬孚 | 5年      | 251年－256年 | 齊王曹芳 高貴鄉公曹髦 |
| 9                            | 安國元侯   | 高柔   | 3年      | 256年－263年 | 高貴鄉公曹髦 魏元帝   |
| 10                           | 鄧侯       | 鄧艾   | 1年      | 264年        | 魏元帝                |
| 11                           | 睢陵侯     | 王祥   | 1年      | 264年－265年 | 魏元帝                |
| 贈                           | 萬歲敬侯   | 荀彧   | -        | 265年贈      |                       |

### 蜀
《新唐書·宰相世系表·上官氏》載：「遺腹子期，裔孫勝，蜀太尉。」
| 序次                     | 爵位 | 姓名   | 在位年數 | 在位時間    | 皇帝   |
| 蜀漢太尉（221年－263年） |      |        |          |             |        |
| 1                        | 無   | 上官勝 | 不詳     | 228年後－？ | 漢懷帝 |

### 吳
《三國志·吳書·三嗣主傳》載：「（建衡三年正月）以武昌督范慎為太尉。」
| 序次                     | 爵位 | 姓名 | 在位年數 | 在位時間      | 皇帝   |
| 東吳太尉（222年－280年） |      |      |          |               |        |
| 1                        | 無   | 范慎 | 3年      | 271年－274年  | 吳末帝 |
| 2                        | 無   | 弘璆 | 不詳     | ？－276年－？ | 吳末帝 |
| 不詳                     | 無   | 戴昌 | 不詳     | 不詳          | 不詳   |
| 不詳                     | 無   | 范順 | 不詳     | 不詳          | 不詳   |

## 大司馬

### 魏
《三國志·魏書·文帝紀》載：「（黃初二年十月）己卯，以大將軍曹仁為大司馬。」
| 序次                       | 爵位     | 姓名   | 在位年數 | 在位時間     | 皇帝 魏王 |
| 曹魏大司馬（220年－265年） |          |        |          |              |           |
| 1                          | 陳忠侯   | 曹仁   | 2年      | 221年－223年 | 魏文帝    |
| 2                          | 長平壯侯 | 曹休   | 2年      | 226年－228年 | 魏明帝    |
| 3                          | 召陵元侯 | 曹真   | 1年      | 230年－231年 | 魏明帝    |
| 4                          | 乐浪公   | 公孙渊 | 4年      | 233年－237年 | 魏明帝    |

### 蜀
《三國志·蜀書·後主傳》載：「（延熙）二年春三月，進蔣琬位為大司馬。」
| 序次                       | 爵位     | 姓名 | 在位年數 | 在位時間     | 皇帝   |
| 蜀漢大司馬（221年－263年） |          |      |          |              |        |
| 1                          | 安陽恭侯 | 蔣琬 | 7年      | 239年－246年 | 漢懷帝 |

### 吳
《三國志·吳書·朱治朱然呂范朱桓傳》載：「黃武七年，范遷大司馬，印綬未下，疾卒。」
| 序次                       | 爵位     | 姓名 | 在位年數 | 在位時間     | 皇帝   |
| 東吳大司馬（222年－280年） |          |      |          |              |        |
| 1                          | 南昌侯   | 呂範 | 1年      | 228年        | 吳大帝 |
| 2左                        | 當陽侯   | 朱然 | 3年      | 246年－249年 | 吳大帝 |
| 2右                        | 錢塘侯   | 全琮 | 1年      | 246年－247年 | 吳大帝 |
| 3                          | 番禺侯   | 呂岱 | 4年      | 252年－256年 | 吳廢帝 |
| 4                          | 高密侯   | 滕胤 | 1年      | 256年        | 吳廢帝 |
| 5左                        | 當陽侯   | 施績 | 6年      | 264年－270年 | 吳末帝 |
| 5右                        | 安豐侯   | 丁奉 | 7年      | 264年－271年 | 吳末帝 |
| 6                          | 江陵武侯 | 陸抗 | 1年      | 273年－274年 | 吳末帝 |